# Lamyra greatheadi
Lamyra greatheadi är en tvåvingeart som beskrevs av H. Oldroyd 1974. Lamyra greatheadi ingår i släktet Lamyra och familjen rovflugor.
Artens utbredningsområde är Somalia. Inga underarter finns listade i Catalogue of Life.